# Whitney Balliett
Whitney Lyon Balliett (ur. 17 kwietnia 1926 w Nowym Jorku, zm. 1 lutego 2007 tamże) – amerykański dziennikarz muzyczny, jeden z najbardziej uznanych na świecie krytyków jazzowych, autor licznych książek o muzyce oraz współtwórca programów telewizyjnych: „The Sound of Jazz” i „The Seven Lively Arts".
Największą popularność przyniosło mu prowadzenie kolumny muzycznej w tygodniku „The New Yorker”, w którym pisywał od 1957.
Był dwukrotnie żonaty. Z obu małżeństw miał pięcioro dzieci. Zmarł po długich zmaganiach z rakiem wątroby.